# Ndiawar
Ndiawar (ou Ndiawara) est un village sahélien de la région nord du Sénégal. Le village est situé dans le département de Podor, à 470 kilomètres au nord-est de Dakar, en bordure du
fleuve Doué

## Le relief

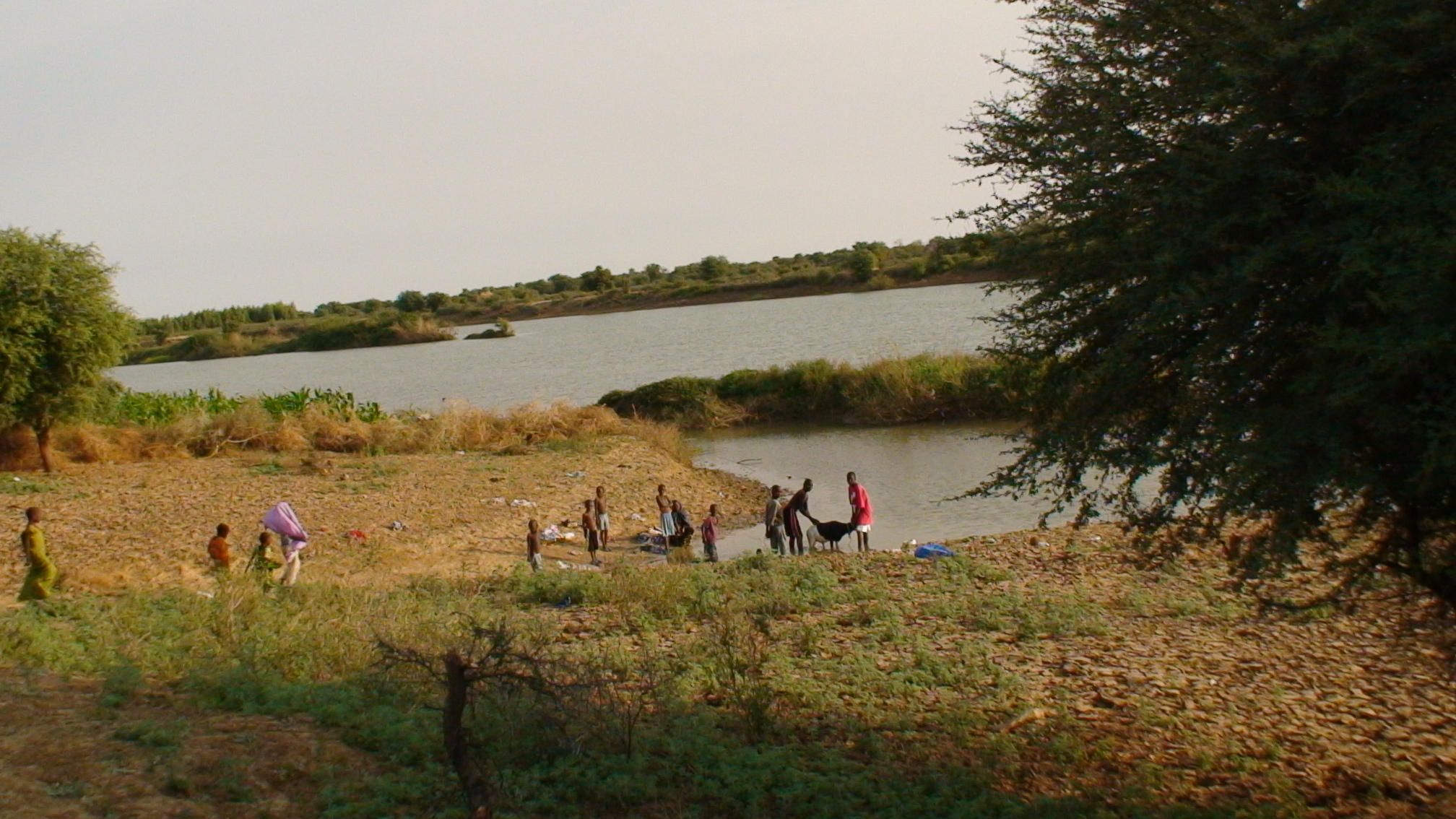
Le fleuve Doué

Il est dominé par les terres plates, sans élévation, ni dépression. Il y a un cours d'eau, le fleuve Doué. qui ceinture le village.
Il convient de noter l’existence du canal Diossorol qui permet d'inonder les terres du Walo pendant la saison des pluies (début juillet-fin octobre).

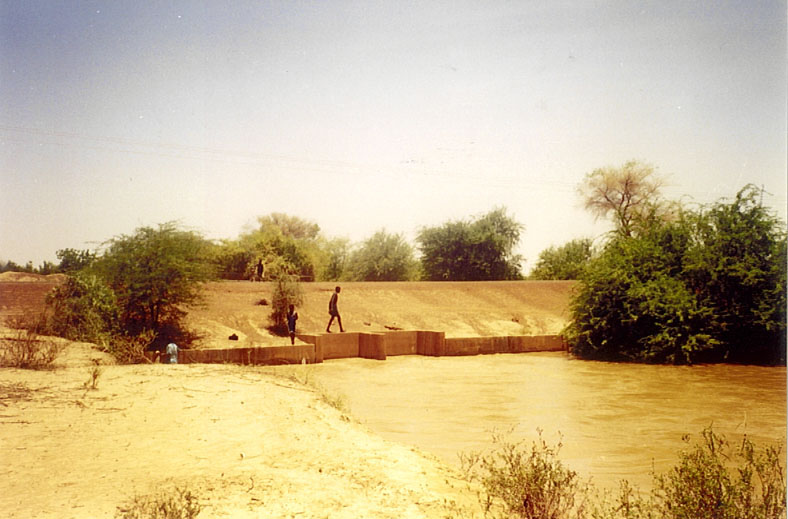
Canal Diossorol

## Le climat
Il est de type soudano-sahélien chaud et sec et est caractérisé par les deux saisons :
- une saison sèche qui va de novembre à juin avec des températures maximum de 35° à 45° entre mars et juin et des minima de 17° à 25°
- une saison pluvieuse qui dure quatre mois environ (juillet à octobre).

Trois types de vents soufflent : l’harmattan, l’alizé et la mousson.

## Démographie
Lors du dernier recensement, le village comptait 820 habitants et 95 ménages

### La répartition ethnique
Les principales ethnies représentées à Ndiawar sont :
- Les HalPulaars (Toucouleurs) : ils représentent la majorité de la population 98 % de la population totale
- Et les autres : ils sont constitués par les Wolofs et les Maures.

### La répartition religieuse
L'islam est la principale religion pratiquée à Ndiawar.

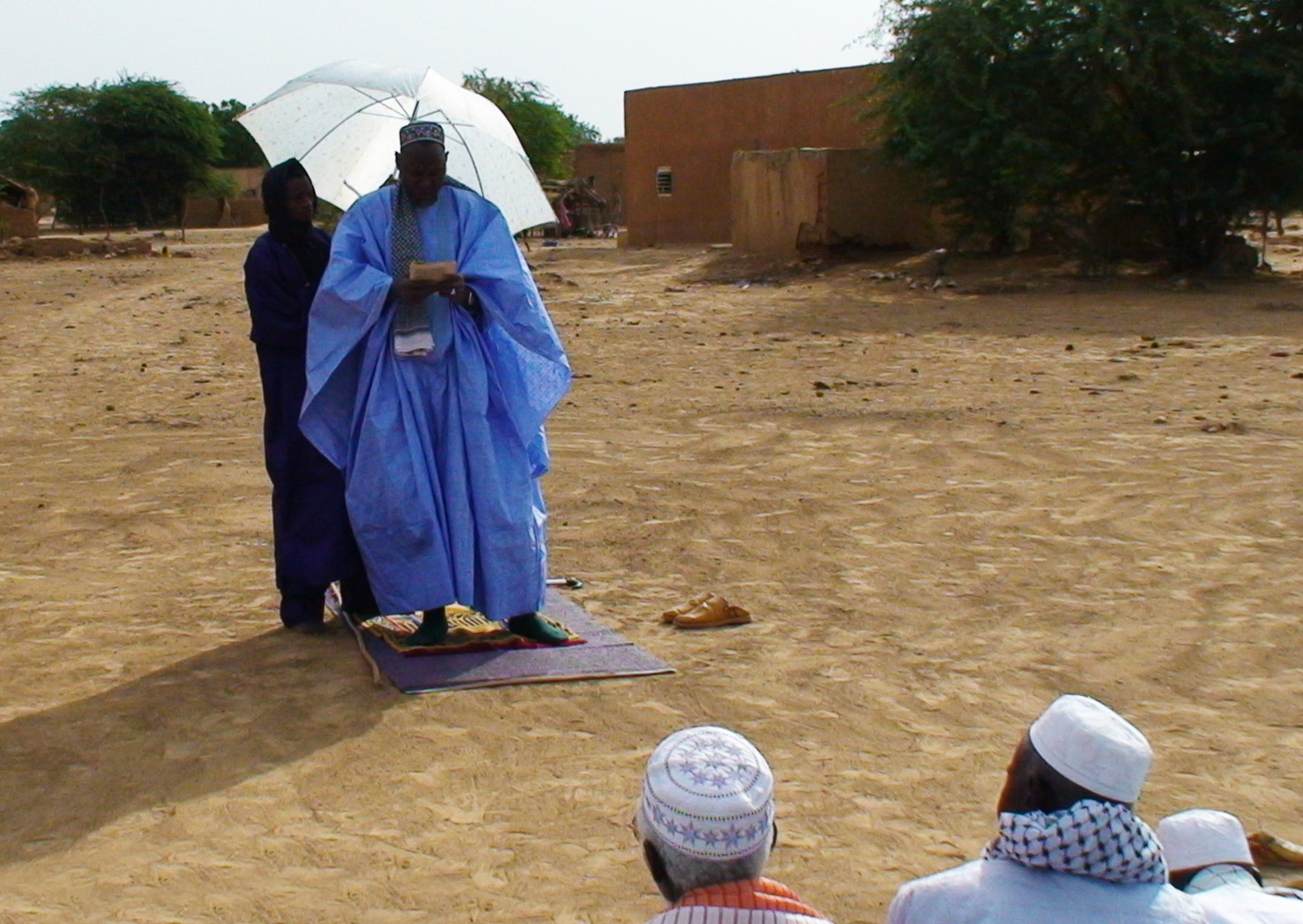
Thierno Ibrahima Thiello, imam de Ndiawar

## Histoire

### Fondation
Ndiawara est un village situé géographiquement entre Diambo et Wouro Madiw. Il fut fondé vers les années 1400 et il fut tronqué très tôt dans les pages de l’histoire politique du pays notamment par l’arrivée de l’ancien Président du Sénégal SE monsieur Abdou Diouf précisément en 1987. L’objet de son arrivée était particulièrement marquée par l’inauguration d’une forêt classée à Ndiawara, le renforcement de sa capacité en plantant de nouveaux arbres fruitiers tels que des citronniers, des manguiers entres autres et des légumes et la sensibilisation des populations locales à préserver et à protéger l’environnement et surtout en particulier à appeler les populations dudit village à protéger leur projet dans le but d’offrir un environnement vert, sein et propre aux populations mais aussi à promouvoir une autosuffisance alimentaire en fruits et légumes de ces populations. Mais le projet est aujourd’hui défaillant du fait qu’il y a eu un mauvais entretien causé par un manque de moyens.
Ndiawara est également un village très grand en termes de superficie et très peuplé environ 5000 milles habitants et d’ici à dix ans la population connaîtra une forte augmentation. 
Il a en outre une jeunesse démographique composée d’hommes et de femmes qui représentent à peu près plus 75% de la population. 
Hormis son histoire et sa significative évolution, Ndiawara est un village qui regorge plusieurs potentialités notamment dans les secteurs d’activité comme l’agriculture, l’élevage, la transformation alimentaire, le commerce et la pêche. Toutefois, il fait face à nombreuses difficultés qui traîne toujours le village dans une misère insoutenable dans tous les secteurs notamment dans les secteurs agricole, éducatif, environnemental, social, sanitaire…

## Administration et organisation sociale

### Chef du village
Ousmane Abdoulaye Ly

## Économie et développement

### Agriculture
L’activité économique prépondérante est l’agriculture. Elle est intensément pratiquée par toute la population. Cependant, d’autres s’adonnent à l’élevage et à d’autres professions.

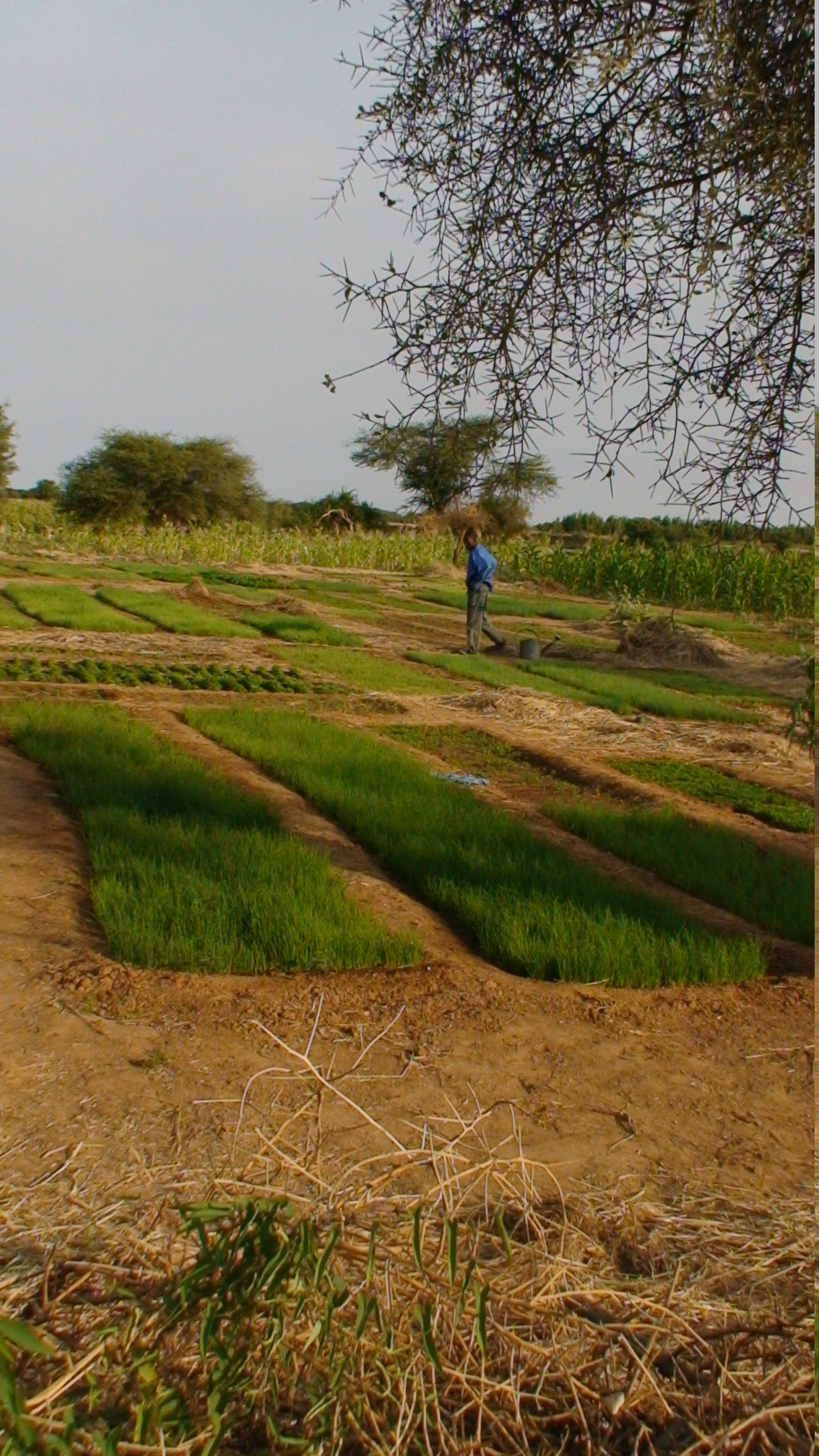
Pépinières d'oignons

#### Les systèmes de culture
Nous distinguons deux types de culture à Ndiawara :
- l'agriculture irriguée
- l'agriculture de décrue

##### L'agriculture irriguée
Le terroir de Ndiawara fait partie des terroirs du Daandemaayo qui ont fait l’objet d'aménagements substantiels en faveur de l’irrigation. Entre 1981 et 1986, cinq PIV (Périmètres Irrigués Villageois) y ont été aménagés. Le dispositif d'irrigation est formé de deux réseaux :
- Le premier réseau gère 4 PIV de 63,71 hectares du lit de l’ancien marigot Dioundou. Il est constitué de deux groupes motopompes (GMP) installés dans le Doué, de deux bassins de dissipation, deux canaux principaux ainsi que des canaux secondaires

- Le second alimente le PIV Balla Kella (15,12 ha) et un périmètre de reboisement (18,5 ha) aménagé par le Projet restauration du milieu naturel (PREMINA). Il comprend un GMP, un bassin de dissipation, un canal principal ainsi que des canaux secondaires.

Les cultures effectuées sont : le riz, le maïs, l'oignon, les tomates et quelques légumes.

### Sur le plan médical

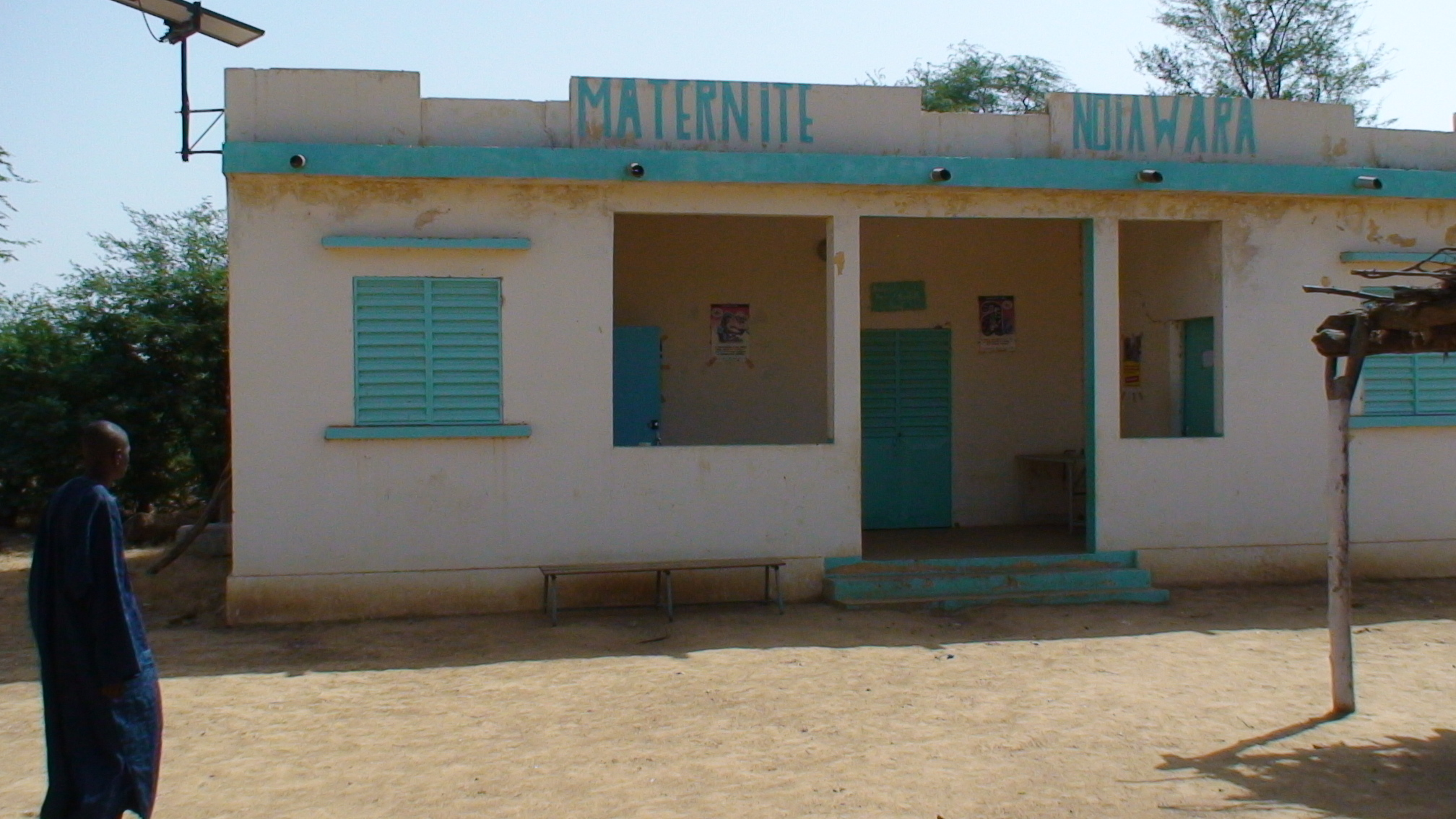
Maternité de Ndiawar

Le village de Ndiawar possède un poste de santé (dispensaire). La couverture sanitaire n'est pas satisfaisante, car pour une population de 2 140 habitants il n'y a qu'un seul infirmier et une seule matrone.
De plus ce dispensaire est envahi par les villages environnants (Diambo-Dioudou-Mbafar). Cette fréquence est plus importante durant la saison humide (juillet à octobre) et l'infirmier ne parvient pas à procurer des soins à tout le monde avec une pharmacie sous-approvisionnée.

### Sur le plan éducatif

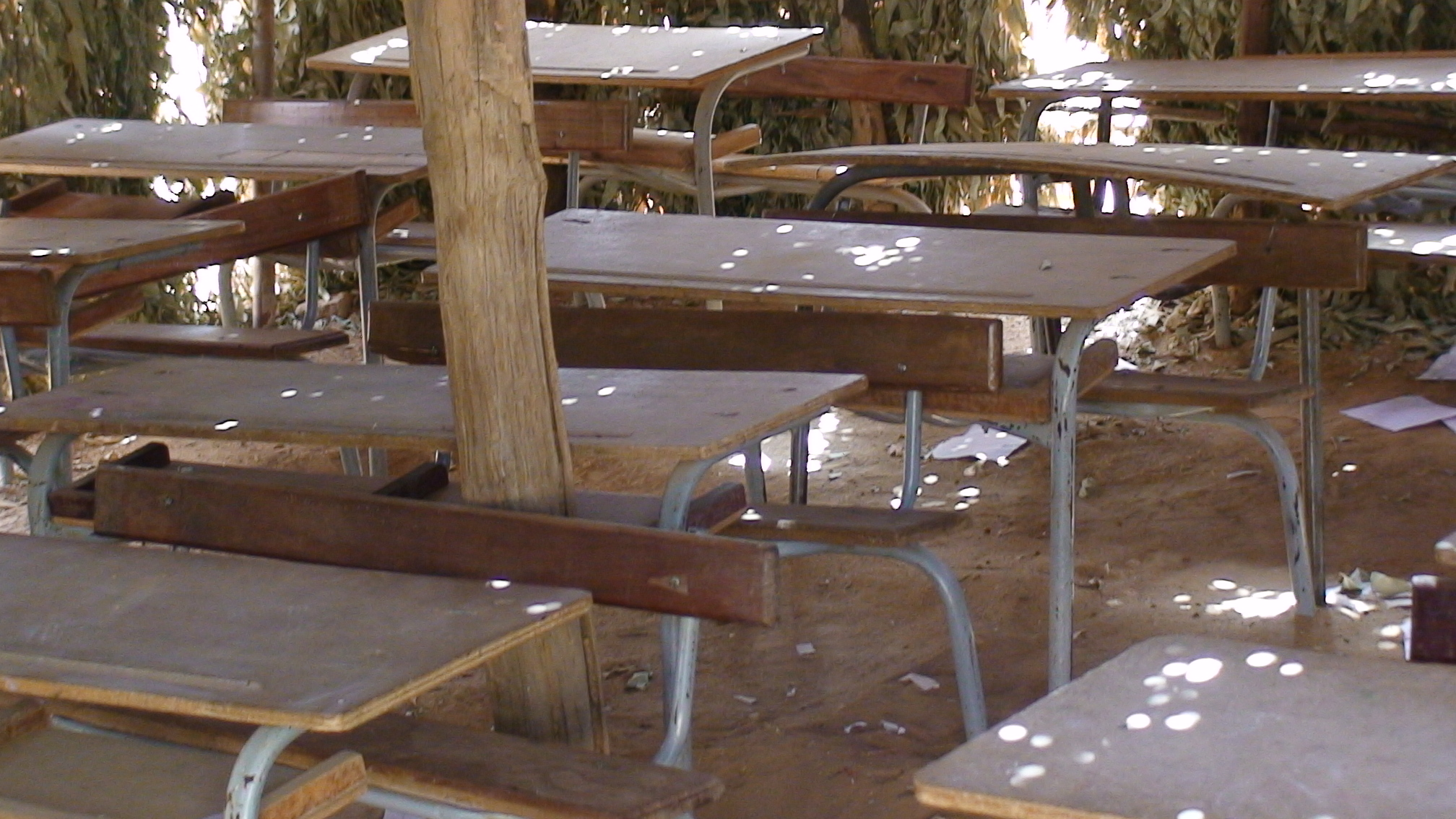
Salle de classe en paillote

L'école élémentaire de Ndiawar a été fondée dans les années 1970 avec à l'origine 2 classes. Aujourd'hui, elle compte neuf classes en partie électrifiées, une cour de l'école, des toilettes et un logement pour le directeur de l'école. Les conditions d'études sont difficiles pour de nombreuses raisons : insuffisance de salles de classe (ce qui a entraîné un surnombre dans les classes malgré la construction de 2 salles en paillotes par l'association des parents d'élèves), manque de matériels didactiques, faible ressources de l'association des parents d'élèves, etc.

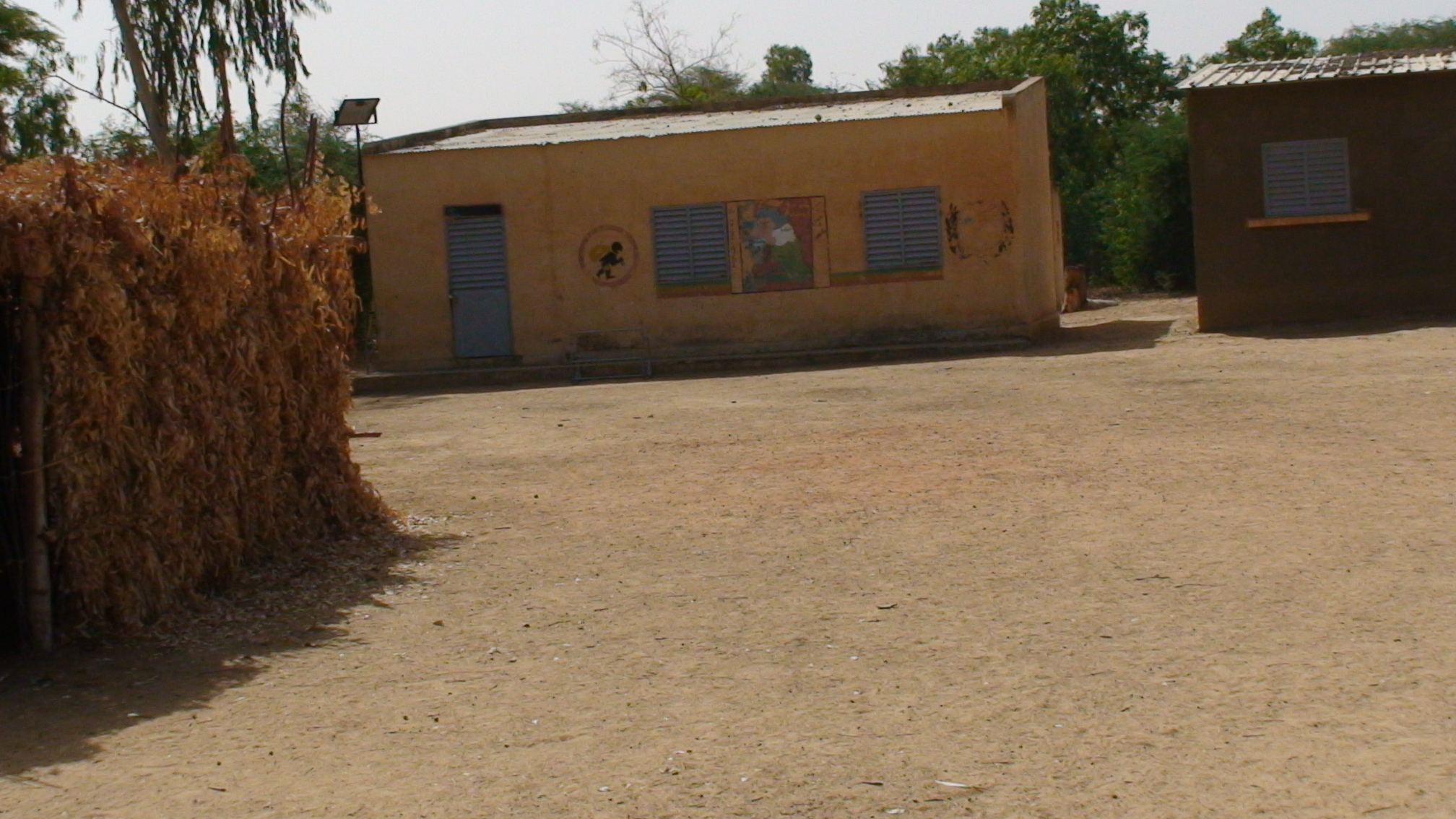
L'école de Ndiawar

Les 90 collégiens et lycéens fréquentent le collège de Taredji à 7 kilomètres de là et ceux de Podor. Ils sont hébergés chez des parents en raison des difficultés de transport sur la bretelle Taredji-Podor et la cherté des billets par rapport aux revenus maigres des parents d'élèves.